# Augustin Berque
Pour les articles homonymes, voir Berque.
Augustin Berque, né en 1942 à Rabat, est un géographe, orientaliste, philosophe et traducteur français. Il est le fils de l'orientaliste arabisant, sociologue et anthropologue éminent du Maghreb, Jacques Berque (1910-1995), professeur au Collège de France, et de Lucie Lissac (1909-2000), artiste peintre, fille de Pierre Lissac.
Élu en 1979 directeur d’études à l’École des hautes études en sciences sociales (EHESS), il garde ce poste jusqu’à sa retraite en 2011. Docteur honoris causa de l'université Laval, il remporte pour ses travaux de nombreuses distinctions. Il est notamment le premier Occidental à recevoir, en 2009, le grand prix de la culture asiatique de Fukuoka. Ses travaux portent sur ce qu'il nomme l'écoumène, qu'il définit comme la relation onto-géographique de l'humanité à l'étendue terrestre, et refonde une mésologie pouvant être rattachée à une phénoménologie herméneutique.
Il est, depuis 1991, membre de l’Academia Europaea et, depuis 2012, membre d’honneur de l’EAJS (Association européenne des études japonaises). Il a reçu, en 2018, le Prix international Cosmos pour l’importance et l'originalité de ses recherches visant la « coexistence harmonieuse entre l'humain et la nature ».

## Biographie
Augustin Berque passe son enfance dans le Haut-Atlas au Maroc, en Égypte et au Liban. Il fait à Paris des études de géographie à l'université de Paris, de chinois et de japonais à l'École des langues orientales. Études qu’il termine à l'université d'Oxford (1963-1964) avant de faire son service militaire au Service géographique de l’armée, à Joigny puis Baden-Baden (1964-1965). Il obtient son premier poste, à l’automne 1967, comme assistant de sciences humaines à l’École des beaux-arts, tout en préparant un doctorat de 3e cycle en géographie sous la direction de Jacqueline Beaujeu-Garnier, qu’il passe en 1969.
Il part alors à l’aventure au Japon, où il reste sept ans (1969-1977), à Tokyo, Sapporo puis Sendai. Il épouse en 1970 Takahashi Tetsuko, avec qui il a deux enfants, Rié-Camille et Joannès. Il obtient son doctorat d’État (Paris IV, 1977) avec une thèse intitulée Les Grandes Terres de Hokkaidō, étude de géographie culturelle, publiée trois ans plus tard sous le titre La Rizière et la banquise : Colonisation et changement culturel à Hokkaidō. Après deux années au CNRS, il est élu en 1979 directeur d’études à l’École des hautes études en sciences sociales, poste qu’il occupe jusqu’à sa retraite en 2011. Il y dirige de 1981 à 1999 le Centre de recherches sur le Japon contemporain. En 1991, il participe aux côtés de Bernard Lassus au lancement de la formation doctorale « Jardins, paysages, territoires ». En 1998, il épouse en secondes noces la géographe québécoise Francine Adam.
Cette période post-japonaise est néanmoins marquée de nombreux séjours au Japon, notamment comme directeur de la Maison franco-japonaise, à Tokyo, de 1984 à 1988, ou encore comme délégué au Centre de recherches internationales sur la culture japonaise (Nichibunken, Kyôto) en 1993-1994 et en 2005-2006, ainsi que de plus brefs séjours au Chikyûken (RIHN : Research Institute on Humanity and Nature, Kyoto).

### Prix et distinctions
- Lauréat de la Société de géographie pour Médiance, 1991
- Chevalier de l'ordre national du Mérite (ministère de l'Environnement), 1991
- Élu membre de l'Academia Europaea, 1991
- Prix de la création culturelle japonaise pour ses travaux en théorie du paysage, 1995[3]
- Doctorat honoris causa de l’Université Kwansei Gakuin (Japon), 1996
- Prix Yamagata Bantō pour ses travaux en japonologie, 1997[4]
- Médaille d'argent du CNRS, pour ses travaux en géographie, 2000[5]
- Prix culturel de la Société des architectes du Japon pour ses travaux sur l’habitat au Japon, 2006[6]
- Grand Prix de la culture asiatique de Fukuoka, 2009[7]
- Prix de la fondation du Japon, 2011[8]
- Prix du National Institutes for the Humanities, 2013[9]
- Ordre du Soleil Levant, Rayons d’Or en Sautoir, 2015
- Doctorat honoris causa de l'Université Laval au Québec, 2013[10]
- Doctorat honoris causa de l'Université de Lausanne (Suisse), 2017[11]
- Prix international Cosmos (Japon), 2018[12]

## Œuvre
La recherche d'Augustin Berque a commencé dans le cadre intellectuel de l’école française de géographie (la géographie vidalienne). Le rejet de cette vision positiviste que cette géographie porte est affermi par sa rencontre avec le Japon, en particulier par l’expérience du terrain à Hokkaidō, qui lui montre qu’un même donné physique peut exister très différemment selon les sujets concernés. Sa pensée se développe dès lors vers la phénoménologie herméneutique, en particulier à la suite de la lecture de l’essai de Watsuji Tetsurō, Fūdo 風土 (1935, qu’il traduit en 2011 sous le titre Fūdo. Le milieu humain).
Cependant, son expérience de géographe le retient de s’en tenir à un simple constructivisme. Il s’agit, dans la « mésologie » (le terme est emprunté au médecin Charles Robin, qui le créa en 1848) qu’il professe à partir de Médiance, de milieu en paysage (1990), de comprendre comment la Terre de Galilée (« Et pourtant, elle tourne… », 1633) peut devenir celle de Husserl (« La Terre arché-originaire ne se meut pas », 1934) ; autrement dit, comment le donné physique peut devenir la réalité sensible. 
Cette question fait notamment l’objet de Le sauvage et l’artifice. Les Japonais devant la nature (1986). Augustin Berque tire parti en ce sens de la « logique du lieu » (basho no ronri 場所の論理) de Nishida Kitarō pour aboutir à une conception de la réalité comme un rapport analogue à la prédication S/P (S : le sujet logique, i.e. ce dont il s’agit, saisi en tant que P : le prédicat, i.e. la manière de saisir ce sujet par les sens, par l’action, par la pensée et par les mots). Cette conception s’affirme dans  Écoumène. Introduction à l’étude des milieux humains (2000). Il l’applique notamment dans Histoire de l’habitat idéal. De l’Orient vers l’Occident (2010).
Tirant parti de l’homologie entre la distinction établie par Watsuji entre shizen kankyō (l’environnement objectif) et fūdo (le milieu tel qu’il existe pour une certaine culture) et celle établie par Jakob von Uexküll entre Umgebung (le donné environnemental) et Umwelt (le milieu propre à une certaine espèce), il s’emploie désormais, tout en affermissant l’armature logique de la mésologie, à en étendre le champ des milieux humains aux milieux vivants en général, pour faire le lien entre histoire naturelle (l’évolution) et histoire humaine.
Les notions développées par Augustin Berque pour la mésologie en tant qu'étude des milieux humains sont entre autres : l'écoumène, la médiance, la trajection, le travail médial, ou encore les chaînes trajectives.

### Réception critique
La réception de la pensée d'Augustin Berque est très clivée. Certains considèrent Le Sauvage et l’artifice. Les Japonais devant la nature comme une ouverture fascinante vers des conceptions du monde novatrices à la lumière de la pensée orientale, quand d'autres trouvent cet ouvrage d'érudition indigeste et artificiel.
Les recherches d'Augustin Berque n'en font pas moins autorité. Nombreux sont en effet les auteurs à renvoyer à ses travaux, comme Philippe Descola dans Par-delà nature et culture.

## Publications
- Le Japon, gestion de l'espace et changement social, Paris, Flammarion, 1976, 340 p.
- La Rizière et la banquise, colonisation et changement culturel à Hokkaidō, Paris, Publications orientalistes de France, 1980, 272 p.
- Vivre l'espace au Japon, Paris, Presses universitaires de France, 1982, 222 p.
- Le Sauvage et l'artifice, les Japonais devant la nature, Paris, Gallimard, 1997 (1re éd. 1986), 314 p.
- Médiance, de milieux en paysages, Paris, Belin/Reclus, 2000 (1re éd. 1990), 161 p.
- Nihon no fūkei, Seiyō no keikan, soshite zōkei no jidai (Le Paysage au Japon, en Europe, et à l'ère du paysagement), Tokyo, Kōdansha, 1990, 190 p.
- Toshi no kosumorojii, Nichi-Bei-ō toshi hikaku (Cosmologie de la ville, comparaison des villes du Japon, des États-Unis et d'Europe), Tokyo, Kodansha, 1993, 236 p.
- Du geste à la cité, Paris, Gallimard, 1993, 264 p.
- Les Raisons du paysage, de la Chine antique aux environnements de synthèse, Paris, Hazan, 1995, 192 p.
- Nihon no fūdosei (La Médiance nippone), Tokyo, NHK Ningen Daigaku, 1995, 130 p. et 2 vidéo-cassettes (total 6 h)
- Être humains sur la Terre, principes d'éthique de l'écoumène, Paris, Gallimard, 1996, 212 p.
- Écoumène, introduction à l'étude des milieux humains, Paris, Belin, 2000, 271 p.
- Les Déserts de Jean Verame, Milan/Paris, Skira/Seuil, 2000, 180 p.
- (entretiens) Toshi, kenchiku kūkan to bashosei (Ville, architecture et sens du lieu), Sendai, Miyagi Daigaku, 2001, 331 p.
- La Pensée paysagère, Paris, Archibooks, 2008 (nouvelle édition: Bastia, Éditions Éoliennes, 2016, 128 p.)
- Histoire de l’habitat ideal. De l’Orient vers l’Occident, Paris, Le Félin, 2010, 399 p.
- Milieu et identité humaine. Notes pour un dépassement de la modernité, Paris, Donner lieu, 2010, 150 p.
- Poétique de la Terre. Histoire naturelle et histoire humaine, essai de mésologie, Paris, Belin, 2014, 237 p.
- La mésologie, pourquoi et pour quoi faire ?, Nanterre La Défense, Presses universitaires de Paris Ouest, 2014, 77 p.
- Formes empreintes, formes matrices, Asie orientale, Franciscopolis éditions, Les presses du réel  (ISBN 978-2-9544208-5-1), 2015, 63 p.
- Là, sur les bords de l'Yvette – Dialogues mésologiques, Bastia, Éditions Éoliennes, 2017, 120 p.
- Glossaire de mésologie, Bastia, Éditions Éoliennes, 2018, 48 p.
- Descendre des étoiles, monter de la Terre – La Trajection de l’architecture, Bastia, Éditions Éoliennes, 2019, 80 p.
- Dryades & ptérodactyles de la Haute Lande – dessins & légendes –, Paris, Éditions du non-agir, 2021, 96 p.
- Entendre la Terre. À l'écoute des milieux humains. Entretiens avec Damien Deville, postface de Vinciane Despret, Paris, Éditions Le Pommier, 2022, 173 p.
- Recouvrance – Retour à la terre et cosmicité en Asie orientale, Bastia, Éditions Éoliennes, 2022, 520 p.

### Collaborations, direction d'ouvrages collectifs et contribution à ouvrages collectifs
- (direction) Le Japon et son double, logiques d'un autoportrait, Paris, Masson, 1987, 165 p.
- (direction) La Qualité de la ville : urbanité française, urbanité nippone, Tokyo, Maison franco-japonaise, 1987, 327 p.
- (direction) Cinq propositions pour une théorie du paysage, Seyssel, Champ Vallon, 1994, 125 p.
- (direction) La Maîtrise de la ville : urbanité française, urbanité nippone, II, Paris, Éditions de l'EHESS, 1994, 595 p.
- (direction) Dictionnaire de la civilisation japonaise, Paris, Hazan, 1994, 537 p. in quarto
- (direction, avec Philippe Nys) Logique du lieu et œuvre humaine, Bruxelles, Ousia, 1997, 276 p.
- (avec Maurice Sauzet et Jean-Paul Ferrier) De Japon en Méditerranée, architecture et présence au monde, Paris, Massin, 1999, 189 p.
- (direction) La Mouvance : du jardin au territoire, cinquante mots pour le paysage, Paris, Éditions de la Villette, 1999, 100 p.
- (direction) Logique du lieu et dépassement de la modernité, Bruxelles, Ousia, 2000
  - tome I : Nishida, la mouvance philosophique, 390 p.
  - tome II : Du lieu nishidien vers d'autres mondes, 294 p.

- (avec Maurice Sauzet) Le Sens de l’espace au Japon. Vivre, penser, bâtir, Paris, Arguments, 2004, 227 p.
- (direction, avec Philippe Bonnin et Cynthia Ghorra-Gobin) La Ville insoutenable, Paris, Belin, 2006, 366 p.
- (direction) Mouvance II. Du jardin au territoire, soixante-dix mots pour le paysage, Paris, Éditions de la Villette, 2006, 120 p.
- (direction) Nihon no sumai ni okeru fūdosei.jizokusei (Médiance et soutenabilité dans l’habitation japonaise), Kyōto, Nichibunken, 2007
- (direction, avec Philippe Bonnin et Alessia De Biase) L’Habiter dans sa poétique première, Paris, Donner lieu, 2008, 404 p.
- (direction) Une ville se refait-elle ?, Paris, L’Harmattan, 2009, 142 p. (Géographie et cultures n° 65, printemps 2008).
- (direction, avec Nathalie Frogneux, Britta Stadelmann et Suzuki Sadami) Être vers la vie. Ontologie, biologie, éthique de l’existence humaine. Actes du colloque de Cerisy-la-Salle, Ebisu n° 40-41, automne 2008-été 2009, 224 p.
- (direction, avec Philippe Bonnin et Alessia de Biase) Donner lieu au monde : la poétique de l’habiter, Paris, Donner lieu, 2012, 402 p.
- (et al.) Le Lien au lieu, Bastia, Éditions Éoliennes, 2014, 304 p.

### Traduction
- Watsuji Tetsurō, Fūdo. Le milieu humain, Paris, Éditions du CNRS, 2011, 330 p. (traduction et glose de).
- Imanishi Kinji, La liberté dans l'évolution. Le vivant comme sujet, Marseille, Éditions Wildproject, 2015, 192 p. (traduction et glose de).
- Hatakeyama Shigeatsu, La Forêt amante de la mer, Marseille, Éditions Wildproject, 2019, 204 p. (traduction et glose de).

- Yamauchi Tokuryū, Logos et Lemme. Pensée occidentale, pensée orientale, Paris, Éditions du CNRS, 2020, 498 p. (avec le concours de Romaric Jannel, traduction et commentaire de).
- Imanishi Kinji, Comment la nature fait science : Entretiens, souvenirs et intuitions, Marseille, Éditions Wildproject, 2022, 280 p. (traduction et glose de).

### Vidéo
- Quatre entretiens réalisés le 8 mars 2014 par Yoann Moreau et Romaric Jannel à l'occasion de la parution du livre Poétique de la Terre. Histoire naturelle et histoire humaine, essai de mésologie